# Модриах
Модриах (нем. Modriach) — коммуна (нем. Gemeinde) в Австрии, в федеральной земле Штирия.
Входит в состав округа Фойтсберг.  Население составляет 232 человека (на 31 декабря 2005 года). Занимает площадь 22,02 км². Официальный код  —  61614.

## Политическая ситуация
Бургомистр коммуны — Эрих Краммер (АНП) по результатам выборов 2005 года.
Совет представителей коммуны (нем. Gemeinderat) состоит из 9 мест.
- АНП занимает 9 мест.